# El Hadji Diouf
El Hadji Ousseynou Diouf (* 15. Januar 1981 in Louga) ist ein ehemaliger senegalesischer Fußballspieler.

## Karriere

### Verein
El Hadji Diouf verbrachte seine Kindheit und Jugend in Saint-Louis (Senegal) und begann seine Karriere bei dem dort beheimateten Fußballverein ASC La Linguère de Saint-Louis. Dort wurde der Stürmer aufgrund seiner herausragenden Leistungen als 17-Jähriger von einem Talentspäher aus Europa entdeckt und im Jahre 1999 nach Frankreich zum FC Sochaux vermittelt. Anschließend spielte er bei Stade Rennes und RC Lens. 
Der FC Liverpool kaufte Diouf vom französischen Club RC Lens für zehn Millionen Pfund im Sommer 2002 aufgrund seiner guten Leistung bei der WM 2002. Jedoch hatte er in Liverpool Probleme und war 14 Monate ohne Torerfolg. So wurde er in der Saison 2004/05 zunächst an die Bolton Wanderers ausgeliehen und schließlich verkauft.
Seine größten Erfolge waren die französische Vizemeisterschaft im Jahre 2002 und ebenso der zweite Platz bei der Afrikameisterschaft 2002 in Mali. Diouf wurde 2001 und 2002 zu Afrikas Fußballer des Jahres gewählt, 2002 außerdem zum BBC African Footballer of the Year. Im Jahre 2004 wurde er vom Weltfußballverband FIFA in die FIFA 100, die Liste der 125 besten lebenden Fußballspieler, aufgenommen.
Im Juli 2008 wechselte Diouf zum FC Sunderland für eine Ablöse von 2,5 Mio. Pfund.
Nach nur einem halben Jahr in Sunderland wechselte er im Januar 2009 zu den Blackburn Rovers. Die Ablösesumme belief sich auf ca. 2,2 Mio. €. Im Sommer 2011 wurde er an die Glasgow Rangers ausgeliehen, ehe er am 31. Oktober 2011 für drei Monate zu den Doncaster Rovers in der zweiten englischen Liga wechselte. Anschließend unterschreibt er einen neuen Vertrag bis 30. Juni 2013 bei den Doncaster Rovers.
Zur Saison 2012/13 wechselte Diouf zu Leeds United in die zweitklassige Football League Championship.
Von Ende 2014 bis Anfang 2015 war Diouf vereinslos. Mitte 2015 wechselte Diouf zum malaysischen Fußballverein Sabah FA, dort trug er die Rückennummer 21.

### Nationalmannschaft
Seine Nationalmannschaftskarriere begann im April 2000 gegen den Benin. Bis 2005 absolvierte El Hadji Diouf über 40 Länderspieleinsätze und schoss dabei 16 Tore für sein Land. 
Bei der Qualifikation zur Fußball-Weltmeisterschaft 2002 war er der erfolgreichste Spieler von Senegal. Allein neun der 14 Treffer des Senegal – darunter zwei Hattricks – schoss El Hadji Diouf. Aufgrund seiner Torgefährlichkeit wurde er von seinen französischen und senegalesischen Fans „Serial Killer“ genannt.
Im Oktober 2007 kündigte er seinen Rücktritt aus der Nationalmannschaft an. Diese Aussage revidierte er jedoch drei Wochen später. 
Am 2. April 2009 teilte der Spieler dem senegalesischen Verband seinen erneuten Rücktritt aus der Nationalmannschaft mit.

## Sonstiges
Sein Bruder, Dame Diouf, war ebenfalls Fußballprofi.